# HEADBANGERS CLUB
『HEADBANGERS CLUB』（ヘッドバンガーズ・クラブ）は@FM（FM AICHI）制作のラジオ番組。

## 放送日時
毎週土曜日 25:30 - 26:00 (日曜日 01:30 - 02:00)

## 概要
2013年4月6日から毎週土曜日深夜に放送されている音楽番組。ヘヴィメタルやストーナー・ロック、その他ラウド・ロックを中心に選曲・オンエアしている。また番組スタッフや丹下本人による国内・海外のミュージシャンへのインタビューが放送される事もある。
新譜の先行オンエアなど、丹下が所属するOutrageの情報も積極的に発信されており、メンバーの阿部洋介の妻が経営する針灸院で収録を行ったこともある。

## パーソナリティ
- 丹下眞也 (2013年4月 - )

## アシスタント
- 犬塚志乃 (2016年5月 - )

### 過去のアシスタント
- 林文香 (2013年4月 - 2014年9月)
- メロある (2014年11月 - 2016年3月)